# Parapalta
Parapalta este un gen de molii din familia Geometridae.